# Chironomus tetraleucus
Chironomus tetraleucus är en tvåvingeart som beskrevs av Jean-Jacques Kieffer 1914. Chironomus tetraleucus ingår i släktet Chironomus och familjen fjädermyggor. Inga underarter finns listade i Catalogue of Life.